# Polisöverdirektör

Gradbeteckning för polisöverdirektör.

Polisöverdirektör är den högsta tjänstegraden i polisväsendet i Finland. Polisöverdirektören är i egenskap av avdelningschef för inrikesministeriets polisavdelning landets högsta polismyndighet och ansvarar för ledningen och utvecklingen av hela polisväsendet. Denna tjänst motsvarar rikspolischefen i Sverige.

## Innehavare av tjänsten
- Seppo Kolehmainen 1 augusti 2015-
- Mikko Paatero 16 augusti 2008-31 juli 2015
- Markku Salminen 1 januari 2005-15 augusti 2008
- Reijo Naulapää 1 januari 1998–31 december 2004
- Olli Urponen 1 februari 1983–31 december 1997
- Erkki Korhonen 1 mars 1973–18 december 1982
- Fjalar Jarva 12 augusti 1957–1 mars 1973
- Urho Kiukas 29 augusti 1947–16 juli 1957
- Karl Gabrielsson (t.f.) 1 januari 1946–31 januari 1947
- Martti Koskimies 27 april 1934–21 december 1946
- Esko Heilimo 20 mars 1926–27 april 1934